# Friedrich Miescher Institute for Biomedical Research

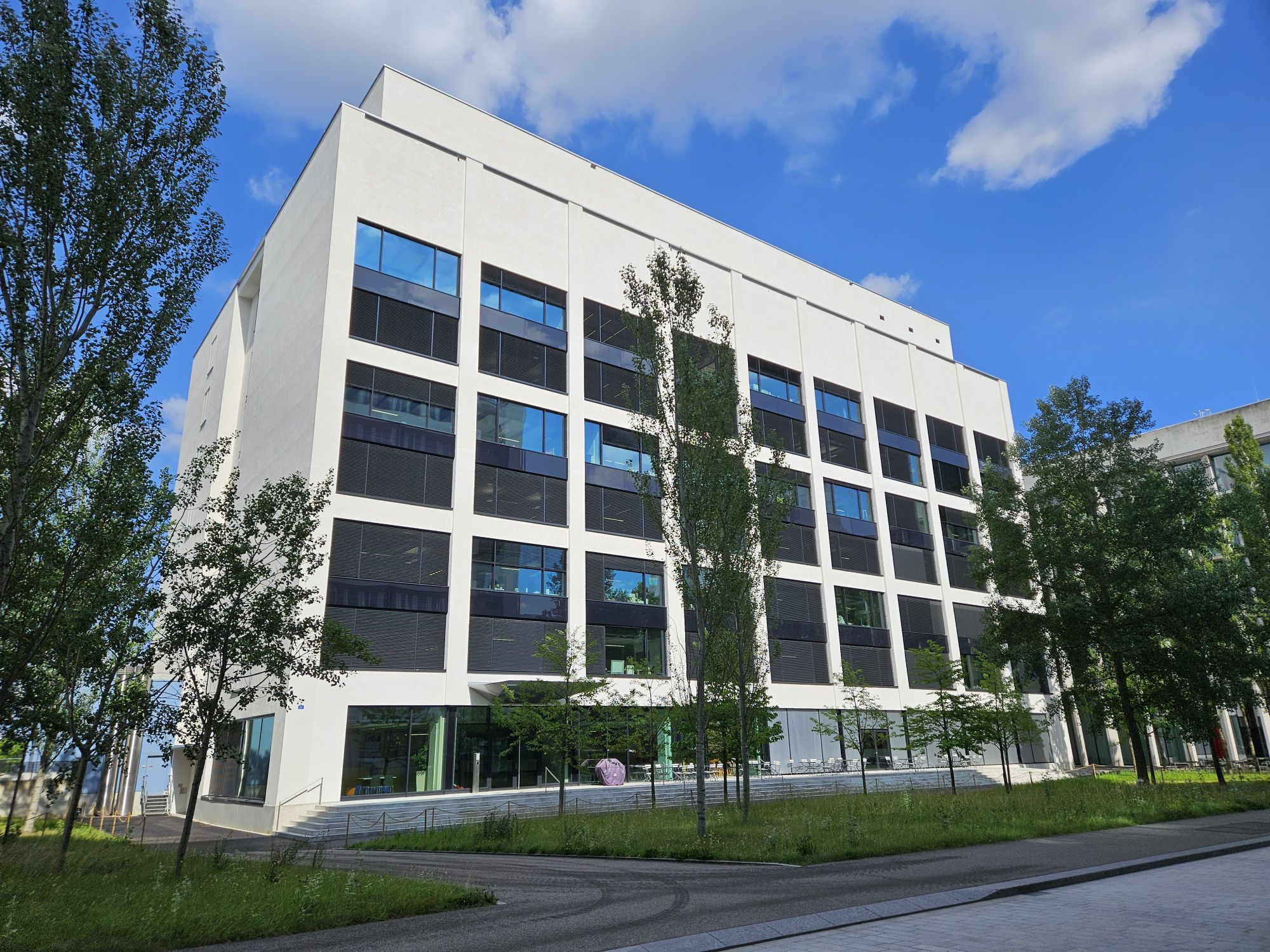
Friedrich Miescher Institute for Biomedical Research

Das Friedrich Miescher Institute for Biomedical Research (FMI; ehemals Friedrich-Miescher-Institut) ist ein privates schweizerisches Forschungsinstitut mit Sitz in Basel, das Grundlagenforschung im Bereich Molekularbiologie betreibt.
Es wurde am 10. April 1970 von den Unternehmen Ciba und Geigy gegründet und ist benannt nach Friedrich Miescher, der die Nukleinsäure entdeckte. Erster Direktor war Hubert Bloch, ehemaliger Leiter der pharmazeutischen Forschungsabteilung der Ciba und Professor an der Universität Basel. Das Institut ist als eigenständige Stiftung mit der Universität Basel und mit den Novartis Institutes for BioMedical Research affiliert. Es sollte nicht mit dem Friedrich-Miescher-Labor der Max-Planck-Gesellschaft verwechselt werden.
Heutige Forschungsschwerpunkte sind Kontrollmechanismen des Zellwachstums, Neurobiologie und Epigenetik.
Aktueller Direktor ist Dirk Schübeler.